# Camponotus calvus
Camponotus calvus är en myrart som beskrevs av Carlo Emery 1920. Camponotus calvus ingår i släktet hästmyror, och familjen myror. Inga underarter finns listade.